# Processo di Tokyo

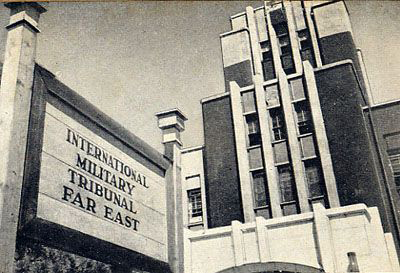
Il Tribunale militare internazionale per l'Estremo Oriente si riunì nell'ex quartier generale dell'Esercito imperiale giapponese a Ichigaya, Tokyo

Processo di Tokyo è il nome che viene utilizzato in riferimento ai procedimenti del Tribunale militare internazionale per l'Estremo Oriente (in inglese: International Military Tribunal for the Far East, IMTFE), istituito per giudicare le più importanti personalità dell'Impero giapponese accusate di aver commesso, prima e durante la seconda guerra mondiale, tre tipologie di crimini: crimini contro la pace (Classe A), crimini di guerra (Classe B) e crimini contro l'umanità (Classe C). La prima accusa si riferisce alle cospirazioni politiche messe in atto dal Giappone nel periodo pre-bellico allo scopo di causare la seconda guerra sino-giapponese e la guerra del Pacifico; le ultime due riguardano invece i crimini e le atrocità perpetrati durante la guerra mondiale, come il massacro di Nanchino.
Il tribunale si riunì per la prima volta il 3 maggio 1946 e si sciolse il 12 novembre 1948 e le sedute del processo ebbero luogo nel quartiere Ichigaya di Tokyo. Venticinque tra militari e politici giapponesi furono accusati di aver commesso crimini di Classe A, mentre più di 5.700 cittadini giapponesi furono accusati di crimini di Classe B e C, per lo più per abuso di prigionieri di guerra. I processi alle personalità minori furono tenuti separatamente in diverse città del Sud-est asiatico.
L'Imperatore Hirohito del Giappone e tutti i membri della famiglia imperiale non furono processati per nessuna delle tre categorie di crimini. Molte personalità, come Nobusuke Kishi, che in seguito divenne Primo ministro, e Yoshisuke Aikawa, presidente dello zaibatsu Nissan, furono accusati ma rilasciati senza mai essere chiamati a deporre. Gli scienziati dell'Unità 731, che agli ordini del generale Shirō Ishii avevano condotto esperimenti su cavie umane per tutta la durata della guerra, sfuggirono al processo protetti dalle autorità statunitensi.

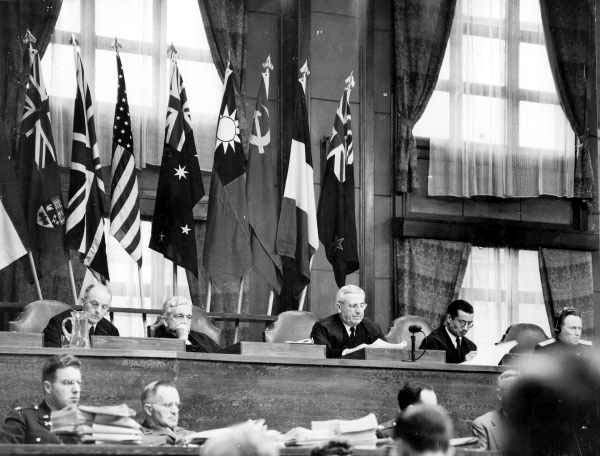
Il presidente della Corte, sir William Webb, presiede il Tribunale di Tokyo nel 1946

## Creazione della corte

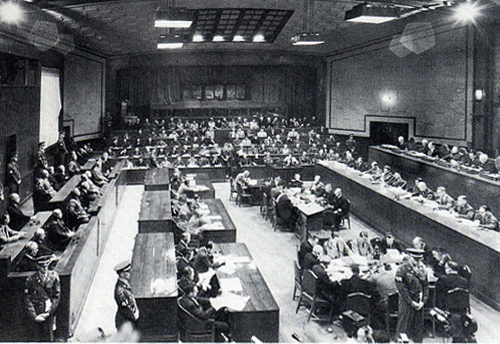
Ampia veduta del tribunale che mostra il banco dei giudici sulla sinistra, gli accusati a destra e l'accusa sullo sfondo

Le basi legali del processo furono stabilite dalla Carta del tribunale militare internazionale per l'Estremo Oriente (CIMTFE) approvata il 19 gennaio 1946 dal comandante supremo delle forze alleate, il generale Douglas MacArthur, ed emendata per suo ordine il 25 aprile. Il documento indica le leggi e stabilisce le procedure attraverso le quali il processo dovrà essere condotto, incluse le tipologie di crimine. La carta specifica: "Né la posizione ufficiale d'un accusato, né il fatto che un accusato abbia agito conformemente agli ordini del suo governo o di un superiore saranno sufficienti, per sé stessi, a sollevare dalla propria responsabilità detto accusato in ogni crimine di cui è imputato, ma queste circostanze possono essere considerate come attenuanti nel verdetto, se il Tribunale deciderà che la giustizia lo esiga".

La corte fu presieduta da un gruppo di undici giudici scelti dal generale MacArthur da un elenco di nomi presentato da ognuno dei paesi firmatari dell'atto di capitolazione del Giappone, cioè Australia, Canada, Repubblica di Cina, Francia, Nuova Zelanda, Paesi Bassi, Regno Unito, Unione Sovietica e Stati Uniti. L'India britannica e le Filippine furono sollecitate a fornire dei giudici. La pubblica accusa rispettava lo stesso criterio di composizione.

## Imputazioni
| Capo   | Crimine |
| ------ | --- |
| 1      | Essere capi, organizzatori, istigatori, o complici nella pianificazione o attuazione di un comune piano o cospirazione per intraprendere guerre di aggressione, e guerra o guerre in violazione del diritto internazionale. |
| 27     | Avere intrapreso una guerra immotivata contro la Cina. |
| 29     | Avere intrapreso una guerra di aggressione contro gli Stati Uniti. |
| 31     | Avere intrapreso una guerra di aggressione contro il Commonwealth britannico. |
| 32     | Avere intrapreso una guerra di aggressione contro i Paesi Bassi (Indie orientali olandesi). |
| 33     | Avere intrapreso una guerra di aggressione contro la Francia (Indocina francese). |
| 35, 36 | Avere intrapreso una guerra di aggressione contro l'Unione sovietica. |
| 54     | Avere ordinato, autorizzato, e permesso un trattamento inumano di prigionieri di guerra e altri. |
| 55     | Avere deliberatamente e avventatamente ignorato il dovere di prendere adeguati provvedimenti per prevenire le atrocità. |

## Accusa
| Nazione                                       | Procuratore |
| --------------------------------------------- | --- |
| Stati Uniti                                   | Joseph B. Keenan (procuratore capo)                                                                                       |
| Australia                                     | Alan Mansfield |
| Canada                                        | brigadiere Henry Nolan |
| Repubblica di Cina                            | Xiang Zhejun |
| Filippine                                     | Pedro López |
| Governo provvisorio della Repubblica Francese | Robert L. Oneto |
| India Britannica                              | P. Govinda Menon, che in seguito divenne un giudice dell'Alta corte di Madras e più tardi della Corte suprema dell'India. |
| Nuova Zelanda                                 | brigadiere Ronald Quilliam                                                                                                |
| Paesi Bassi                                   | W.G. Frederick Borgerhoff-Mulder                                                                                          |
| Regno Unito                                   | Arthur Comyns-Carr |
| Unione sovietica                              | S.A. Golunsky, plenipotenziario sovietico in Giappone                                                                     |

## Giudici

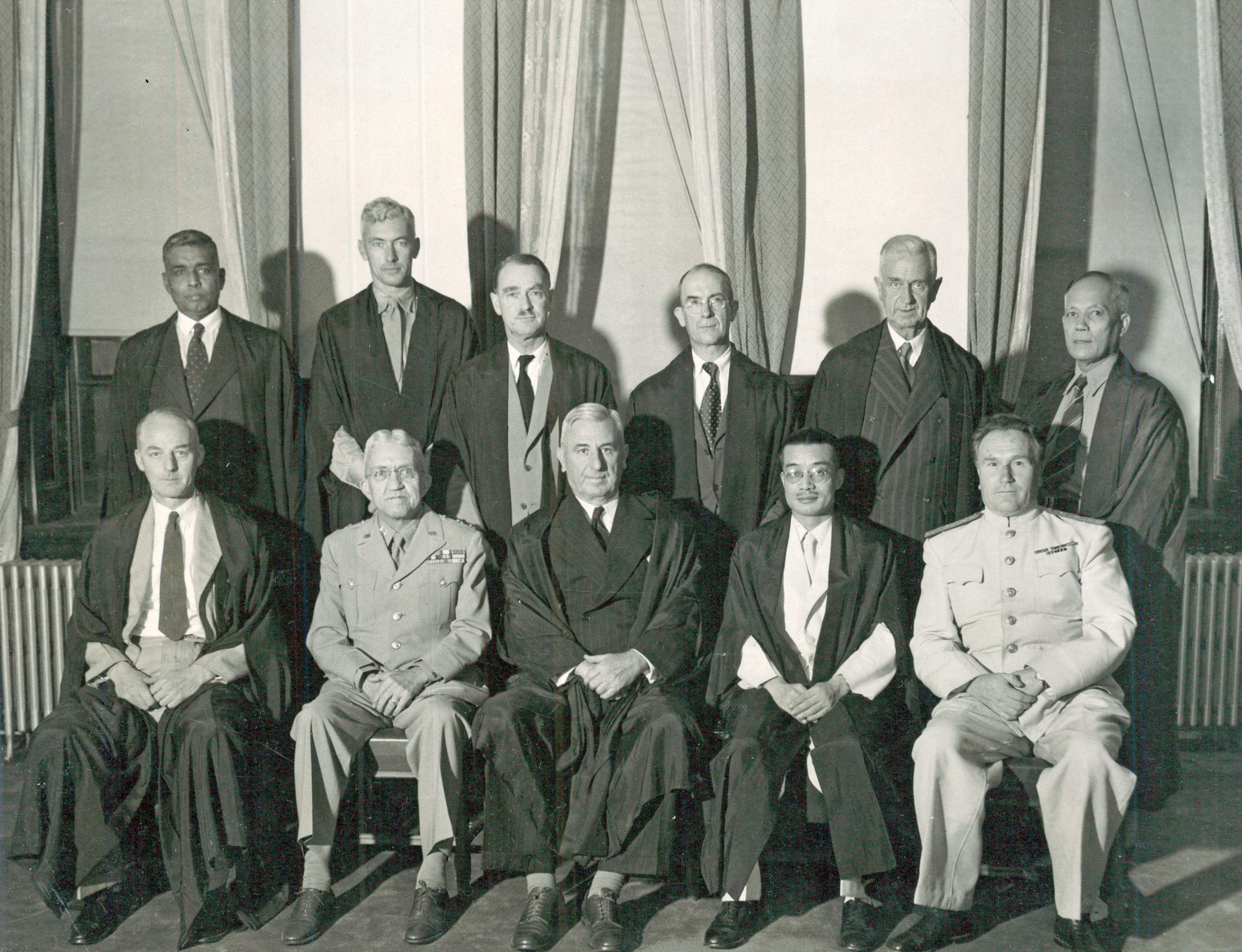
I giudici

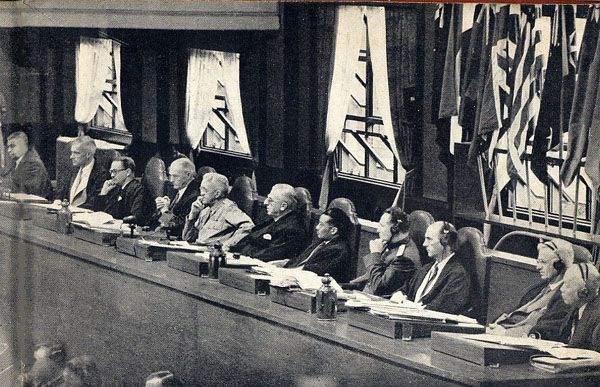
I giudici

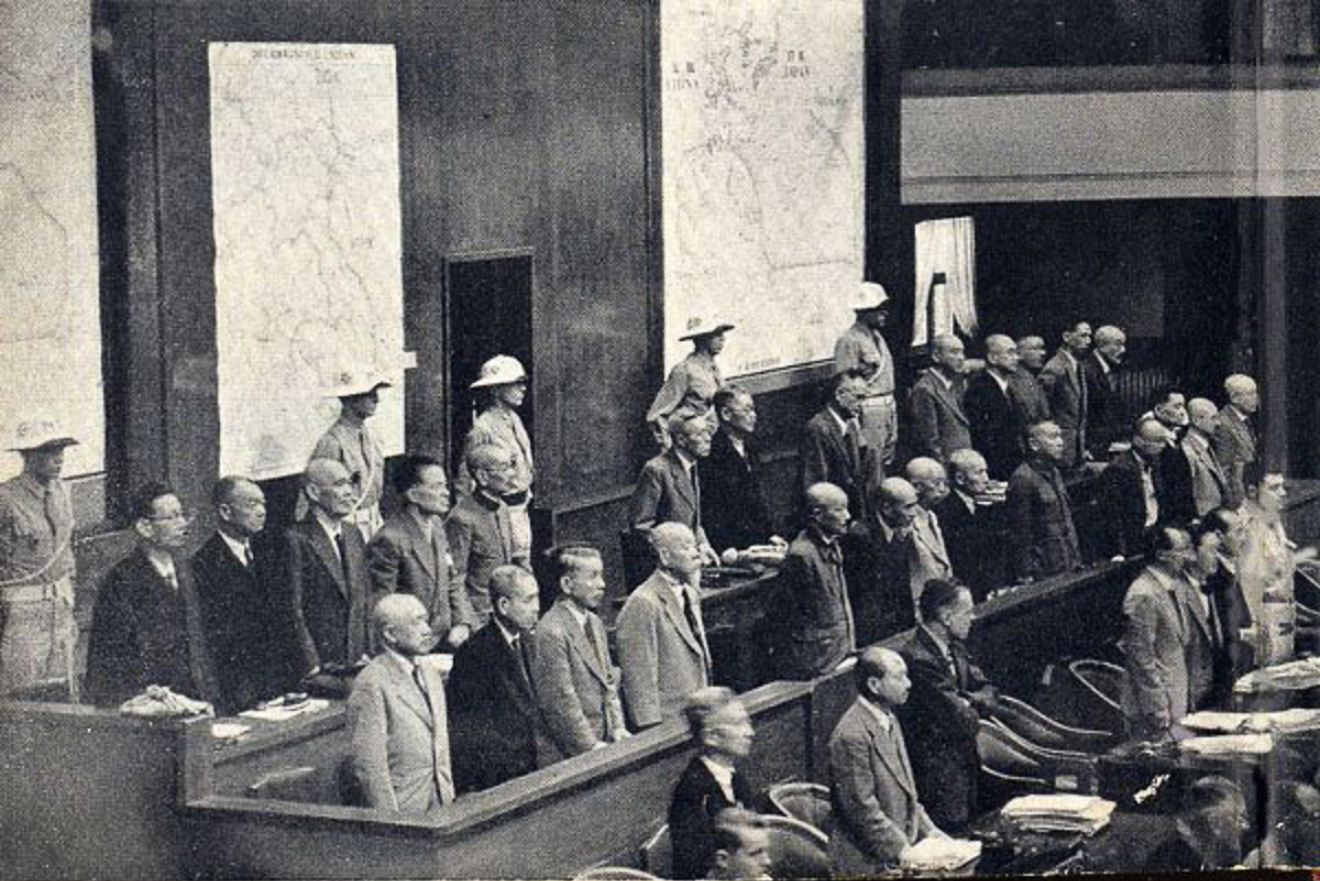
Gli imputati

| Nazione                                       | Giudice                                     | Note |
| --------------------------------------------- | ------------------------------------------- | --- |
| Australia                                     | Sir William Webb (presidente del Tribunale) | Giudice della Corte Suprema d'Australia; espresse un parere diverso dalla sentenza                                         |
| Canada                                        | Edward Stuart McDougall                     | Ex-Giudice della Corte Suprema del Canada                                                                                  |
| Repubblica di Cina                            | generale Mei Ju-ao                          | Procuratore e membro della legislatura del suo paese                                                                       |
| Filippine                                     | colonnello Delfin Jaranilla                 | Procuratore generale, membro della Corte Suprema Filippina; espresse un parere diverso dalla sentenza                      |
| Governo Provvisorio della Repubblica Francese | Henri Bernard                               | Avvocato Generale a Bangui; Procuratore Generale del Primo Tribunale Militare di Parigi; espresse dissenso per la sentenza |
| India Britannica                              | Radhabinod Pal                              | Professore dell'Università di Calcutta; Giudice dell'Alta Corte di Calcutta; espresse dissenso per la sentenza             |
| Nuova Zelanda                                 | Harvey Northcroft                           | Giudice Avvocato Generale della Nuova Zelanda                                                                              |
| Paesi Bassi                                   | Bert Röling                                 | Professore di Diritto dell'Università di Utrecht; espresse un'opinione separata                                            |
| Regno Unito                                   | Lord Patrick                                | Giudice e Senatore del Collegio di Giustizia Scozzese                                                                      |
| Stati Uniti                                   | John P. Higgins                             | Giudice Capo della Corte Superiore del Massachusetts, sostituito nel giugno 1946 dal generale Cramer                       |
| Unione Sovietica                              | generale I.M. Zarayanov                     | Membro del Collegio Militare della Corte Suprema dell'Unione Sovietica                                                     |

## Documenti sui crimini di guerra
Nell'aprile 2007, lo storico Yoshimi Yoshiaki e il Centro per la ricerca e la documentazione sulle responsabilità di guerra del Giappone hanno pubblicato alcuni documenti sui crimini di guerra commessi dai giapponesi durante la guerra. Dichiararono che i documenti furono usati come prove al processo nel 1948. I documenti riguardano l'utilizzo di "donne di conforto", donne costrette a lavorare nei bordelli frequentati da soldati e altri uomini durante gli anni di guerra. Il documento n. 5330 in particolare fa riferimento all'uso forzato di donne per uso sessuale durante il conflitto. Citazioni da questo documento includono: "Alla Tokeitai (Polizia navale speciale) era stato ordinato di mantenere i bordelli riforniti di donne; a questo scopo di arrestare donne in strada e dopo esami medici forzati di confinarle nei bordelli". Un altro testo nel documento recita: "Le donne che hanno avuto relazioni con i giapponesi furono confinate in bordelli le cui pareti erano circondate da filo spinato. Le donne potevano recarsi in strada solo con uno speciale permesso."

## Sentenze
Due imputati, Yōsuke Matsuoka e Osami Nagano, morirono di morte naturale durante il processo. Un altro, Shumei Okawa, fu colpito da esaurimento nervoso e fu rilasciato. Una delle stranezze che lo videro coinvolto fu quando, colpendo la testa calva dell'ex-primo ministro Hideki Tōjō, urlò Inder! Kommen sie! ("Vieni! Indiano!", in lingua tedesca). Pertanto, il presidente Sir William Webb concluse che era mentalmente squilibrato e lo prosciolse dalle accuse.
I restanti venticinque accusati erano:
| Nome              | Ruolo | Sentenza       |
| ----------------- | --- | -------------- |
| Sadao Araki       | Capo della divisione affari generali dell'Ispettore Generale dell'addestramento militare (1931); Ministro della Guerra nei gabinetti Inukai e Saito (dicembre 1931 - luglio 1934); Generale (1933); membro del Consiglio Supremo della Guerra (1934 - 1936); membro del Consiglio Consultivo del Gabinetto per la Cina (1937); Ministro dell'Educazione nei gabinetti Konoe e Hiranuma (maggio 1934 - agosto 1939); membro del Consiglio Consultivo del Gabinetto (1940). | Carcere a vita |
| Kenji Doihara     | Soprannominato "il Lawrence della Manciuria"; capo del Servizio Speciale in Manciuria (settembre 1931); addetto allo Stato Maggiore dell'Armata del Kwantung (1933); Consigliere capo del Governo provvisorio della Cina; Comandante della V Armata in Manciuria (1938 - 1940); membro del Consiglio Supremo della Guerra (1940-1943); Ispettore Generale dell'Aviazione Imperiale (1941); Comandante in capo dell'Esercito dell'Est in Giappone (1943); Comandante dell'Esercito della VII zona a Singapore (1944-1945); Ispettore Generale dell'addestramento militare (aprile 1945). | Morte          |
| Kingorō Hashimoto | Considerato il maggior istigatore della seconda guerra Sino-Giapponese; addetto allo Stato Maggiore Generale dell'Esercito Imperiale (febbraio 1936); autore delle Dichiarazioni di Kingoro Hashimoto (1936); Comandante di un reggimento d'artiglieria durante la presa di Nanchino (1937); Comandante delle forze giapponesi che bombardarono le cannoniere americane Ladybird e Panay (1937); autore di numerosi libri, di articoli e di discorsi pubblici che incitavano alla guerra d'aggressione; membro di società (come il Sakura Kai) che predicavano il controllo dell'esercito sulla politica; promotore di numerosi complotti tendenti a destituire politici e funzionari che non credeva sufficientemente animati da uno spirito di aggressione; uno dei fondatori della Taisei Yokusankai (Partito del completo accordo con il governo dell'Imperatore) (1940); capo della Federazione Imperiale della Gioventù; eletto alla Camera Bassa della Dieta (1942). | Carcere a vita |
| Shunroku Hata     | Generale di divisione in Manciuria (1933); capo del settore aviazione dell'Esercito Imperiale (1935); capo dell'Esercito di Taiwan (Formosa) (1936 -1937); Ispettore Generale e membro del Consiglio Supremo della Guerra (gennaio 1937 e di nuovo nel gennaio 1939); Generale (febbraio 1937); Comandante in capo delle forze di spedizione nella Cina centrale (febbraio 1938 e di nuovo dal luglio 1940 al 1944); Ministro della Guerra nel gabinetto Abe (agosto 1939 - gennaio 1940); Maresciallo e membro del Consiglio dei Marescialli e Ammiragli (giugno 1944); Ispettore generale dell'addestramento militare (novembre 1934). | Carcere a vita |
| Hiranuma Kiichirō | Vicepresidente del Consiglio Privato dell'Imperatore (1930 - 1936); Presidente del Consiglio Privato dell'Imperatore (1936 - 1939); Primo ministro (gennaio - agosto 1939); Ministro senza portafoglio nel gabinetto Konoe, poi Ministro degli Affari Interni e in seguito vice Primo ministro (luglio 1940 - ottobre 1941); membro del Consiglio del Controllo delle Idee (agosto 1941); Presidente del Consiglio Privato dell'Imperatore (1945). | Carcere a vita |
| Kōki Hirota       | Ambasciatore presso l'Unione Sovietica (1930); Ministro degli Affari Esteri nei gabinetti Saito (settembre 1933 - luglio 1934) e Okada (luglio 1934 - marzo 1936); Primo ministro e, per qualche tempo, contemporaneamente Ministro degli Affari Esteri (marzo 1936 - febbraio 1937); Ministro degli Affari Esteri nel gabinetto Konoe (giugno 1937 - maggio 1938); membro del Consiglio Consultivo del Gabinetto (1940). | Morte          |
| Naoki Hoshino     | Capo della sezione affari generali del Ministero delle Finanze del Manchukuo (1932); Viceministro delle Finanze del Manchukuo (luglio 1936); capo dell'ufficio affari generali nel servizio affari nazionali del Manchukuo (luglio 1938); Presidente dell'Ufficio del Piano, poi Ministro senza portafoglio nel gabinetto Konoe (luglio 1940 - aprile 1941); Primo segretario e Ministro di Stato nel gabinetto Tojo (ottobre 1941 - luglio 1944); Consigliere al Ministero delle Finanze (dicembre 1944). | Carcere a vita |
| Seishirō Itagaki  | Colonnello (1929), aiutante di campo di Stato Maggiore (1934), Vicecapo di Stato Maggiore (1934), Capo di Stato Maggiore (1936 - 1937) nell'Armata del Kwantung; Comandante della V Divisione in Cina (marzo 1937); addetto al quartiergenerale del Grande Stato Maggiore (maggio 1937); Ministro della Guerra nei gabinetti Konoe e Hiranuma e, contemporaneamente Presidente dell'ufficio del gabinetto per gli Affari della Manciuria (giugno 1938 - agosto 1939); Capo di Stato Maggiore dell'Esercito Imperiale in Cina (settembre 1939); Generale (luglio 1941); Capo dell'Esercito Imperiale di Corea (luglio 1941 - 1945); membro del Consiglio Supremo della Guerra (1940); Capo dell'Esercito della VII zona a Singapore (aprile 1943). | Morte          |
| Okinori Kaya      | Primo segretario del Ministro delle Finanze (1934); Ministro delle Finanze (giugno 1937 - maggio 1938) nel gabinetto Konoe; membro del Comitato Consultivo all'ufficio degli affari cinesi (1939); Presidente della Compagnia per lo Sviluppo del Nord della Cina (1939 - 1941); Ministro delle Finanze nel gabinetto Tojo (giugno 1941 - febbraio 1944); Direttore dell'IRAPS (1944). | Carcere a vita |
| Kōichi Kido       | Lord del sigillo imperiale (1930); Ministro dell'Educazione nel gabinetto Konoe (1937); Ministro della Sicurezza Sociale nel gabinetto Konoe (1938); Ministro degli Affari Interni nel gabinetto Hiranuma (1939); Cancelliere del Sigillo Privato (1940 - 1945); Primo consigliere privato dell'Imperatore e Presidente delle riunioni degli ex Primi ministri. | Carcere a vita |
| Heitarō Kimura    | Capo di Stato Maggiore dell'Esercito del Kwangtung (1940); Viceministro della Guerra nei gabinetti Konoe e Tojo (1941 - 1944); membro del Consiglio Supremo della Guerra (1943); Comandante in capo dell'Esercito Imperiale in Birmania (1944); Generale (1945). | Morte          |
| Kuniaki Koiso     | Direttore dell'Ufficio degli affari militari al Ministero della Guerra (1930); Viceministro della Guerra nel gabinetto Inukai (1932); Capo di Stato Maggiore dell'Esercito del Kwangtung (1932 - 1934); Capo dell'Esercito Imperiale di Corea (1935 - 1936); Generale (1937); Ministro dei Territori d'Oltremare nei gabinetti Hiranuma e Yonai; Governatore Generale della Corea (maggio 1942); Primo ministro (luglio 1944 - aprile 1945). | Carcere a vita |
| Iwane Matsui      | Delegato dell'Esercito Imperiale alla Conferenza di Ginevra (1932); membro del Consiglio Supremo della Guerra (marzo 1933); Generale (1933); uno dei fondatori della Società della Grande Asia Orientale (1933); Comandante delle forze giapponesi nella Cina centrale (ottobre 1937 - febbraio 1938); Comandante delle forze giapponesi che occuparono Nanchino (dicembre 1937); membro del Consiglio Consultivo del Gabinetto (luglio 1938 - gennaio 1940); Consigliere della sezione degli Affari della Grande Asia Orientale dell'IRAA (1943); Presidente della Società della Grande Asia Orientale (1944). | Morte          |
| Jirō Minami       | Capo dell'Esercito Imperiale di Corea (1929); Ministro della Guerra nel gabinetto Wakatsuki (aprile 1931 - dicembre 1931); membro del Consiglio Supremo della Guerra (1931 - 1934); Comandante in capo dell'Esercito del Kwangtung (1934 - 1936); Governatore Generale della Corea (1936 - 1942); membro del Consiglio Privato dell'Imperatore (1942 - 1945); Presidente dell'Associazione Politica del Grande Giappone (1945). | Carcere a vita |
| Akira Mutō        | Istruttore alla Scuola di Guerra (1930 - 1932); Ufficiale Superiore dell'ufficio degli affari militari del Ministero della Guerra (1935 - 1936); Capo di una sezione dello Stato Maggiore Generale (1937); Colonnello addetto al quartiergenerale dell'Esercito del Kwangtung; Capo dell'ufficio degli affari militari (ottobre 1939 - aprile 1942); Comandante della II Divisione delle Guardie a Sumatra (1943); Capo di Stato Maggiore dell'Esercito della XIV zona nelle Filippine. | Morte          |
| Takasumi Oka      | Membro dello Stato Maggiore Generale della Marina imperiale giapponese (1930); Capo sezione all'Ufficio affari generali e militari della Marina (1938); Capo dell'Ufficio affari generali e militari della Marina (ottobre 1940 - agosto 1944); Viceammiraglio (1942); Viceministro della Marina (luglio 1944) nel gabinetto Koiso; Comandante in capo della base navale di Chinkai (Corea) (settembre 1944 - giugno 1945). | Carcere a vita |
| Hiroshi Oshima    | Addetto militare a Berlino (1936); Ambasciatore in Germania (ottobre 1938 - ottobre 1939 e febbraio 1941 - aprile 1945). | Carcere a vita |
| Kenryo Sato       | Istruttore alla Scuola di Guerra (1935); addetto all'ufficio degli affari militari del Ministero della Guerra; membro dell'Ufficio del Piano (1937 - 1938); capo della sezione degli affari militari del Ministero della Guerra (febbraio 1941 - aprile 1942); aiutante di campo di Stato Maggiore (ottobre 1941); capo dell'ufficio degli affari militari del Ministero della Guerra (aprile 1942 - dicembre 1944); Generale di divisione (marzo 1945). | Carcere a vita |
| Mamoru Shigemitsu | Plenipotenziario in Cina (1931); Viceministro degli Affari Esteri nei gabinetti Saito e Okada (1933 - 1936); Ambasciatore nell'Unione Sovietica (novembre 1936 - novembre 1938); Ambasciatore nel Regno Unito (1938 - giugno 1941); Ambasciatore presso la Repubblica di Nanchino (dicembre 1941 - aprile 1943); Ministro degli Affari Esteri nel gabinetto Tojo; Ministro degli Affari Esteri e contemporaneamente Ministro per la Grande Asia Orientale nel gabinetto Koiso (luglio 1944 - aprile 1945). | 7 anni         |
| Shigetarō Shimada | Capo di Stato Maggiore della Flotta mista (1930); Vicecapo di Stato Maggiore generale della Marina imperiale (1935 - 1937); Comandante della II Flotta (dicembre 1937); Comandante della Flotta della Cina (maggio 1940); ammiraglio (1940); Ministro della Marina nel gabinetto Tojo (ottobre 1941); membro del Consiglio Supremo della Guerra (1944); Capo dello Stato Maggiore generale della Marina (febbraio 1944 - luglio 1944). | Carcere a vita |
| Toshio Shiratori  | Capo dell'ufficio informazioni del Ministero degli Affari Esteri (1930); Plenipotenziario in Svezia, Norvegia, Danimarca e Finlandia (1936); Ambasciatore in Italia (1939); consigliere al Ministero degli Affari Esteri (1940); autore di un articolo sul Giappone contemporaneo in cui insisteva sulla necessità di un conflitto mondiale per stabilire un "ordine nuovo" in Asia (aprile 1941); Direttore dell'IRAPS (1943). | Carcere a vita |
| Teiichi Suzuki    | Membro della sezione degli affari militari del Ministero della Guerra (1931); addetto all'ufficio degli affari militari del dipartimento della Guerra (1933); membro dell'ufficio d'investigazione del gabinetto (1935); Comandante del XIV Reggimento (1936); capo della divisione degli affari politici della sezione degli affari della Cina (dicembre 1938 - aprile 1941); presidente dell'Ufficio del Piano e Ministro senza portafoglio (aprile 1941 - ottobre 1943) nei gabinetti Konoe e Tojo; Consigliere del gabinetto (novembre 1943 - settembre 1944); Direttore dell'IRAA (1944). | Carcere a vita |
| Shigenori Tōgō    | Ambasciatore in Germania (ottobre 1937); Ambasciatore nell'Unione Sovietica (ottobre 1938); Ministro degli Affari Esteri e Ministro degli Affari d'oltremare nel gabinetto Tojo (ottobre 1941 - marzo 1942); Ministro degli Affari Esteri e Ministro della Grande Asia Orientale nel gabinetto Suzuki (aprile 1945). | 20 anni        |
| Hideki Tōjō       | Indicato come il maggiore responsabile della guerra del Pacifico e dei crimini di guerra; capo della prima sezione dello Stato Maggiore Generale (1931 - 1932); capo della sezione informazione della Scuola delle Comunicazioni dell'Esercito (1932); Maggiore della polizia militare dell'Armata del Kwantung (1935); Capo di Stato Maggiore dell'Esercito del Kwangtung (1937); Viceministro della Guerra nel gabinetto Konoe (1938); Direttore Generale dell'Aviazione militare (1938 - 1939); Ministro della Guerra nel gabinetto Konoe (luglio 1940 - dicembre 1941); Primo ministro e contemporaneamente Ministro della Guerra, Ministro degli Affari Interni, Ministro degli Armamenti e Capo dello Stato Maggiore Generale (dicembre 1941 - luglio 1944). | Morte          |
| Yoshijirō Umezu   | Capo della sezione degli affari generali del Ministero della Guerra (1931); Comandante delle forze giapponesi in Cina (1934); Viceministro della Guerra nei gabinetti Hirota, Hayashi e Konoe (marzo 1936 - maggio 1938); Comandante dell'Esercito del Kwangtung e Ambasciatore nel Manchukuo (1939 - 1944); Generale (1940); Capo dello Stato Maggiore Generale (luglio 1944 - 1945). | Carcere a vita |

Fra tutti gli accusati solo Hideki Tojo si assunse la piena responsabilità dei suoi ordini e dei suoi atti. Tutti gli altri dichiararono di aver eseguito degli ordini e di non avere, per questo, nulla da rimproverarsi. Tutti i venticinque imputati si dichiararono "non colpevoli".
Le condanne a morte furono eseguite mediante impiccagione nella prigione di Sugamo a Ikebukuro il 23 dicembre 1948.
Due accusati furono condannati a pene detentive minori: Shigenori Togo fu condannato a 20 anni di carcere e morì in prigione nel 1949, Mamoru Shigemitsu fu condannato a 7 anni di carcere, gli fu concessa la libertà vigilata nel 1950 e divenne ancora Ministro degli Esteri nel gabinetto del primo ministro Ichirō Hatoyama.

## I processi paralleli
Secondo dati giapponesi, dei 5.700 cittadini che furono accusati per crimini di guerra di Classe B e Classe C, 984 furono inizialmente condannati a morte, 475 sono stati condannati all'ergastolo, 2.944 ricevettero periodi di detenzione limitati, 1.018 furono assolti e 279 non furono mai processati. Le sentenze di morte per singolo paese sono: Paesi Bassi 236, Regno Unito 223, Australia 153, Rep. di Cina 149, Stati Uniti 140, Francia 26 e Filippine 17. La Repubblica Popolare Cinese, nata ufficialmente il 1º ottobre 1949 (e ancora priva di un ampio riconoscimento internazionale), istituì autonomamente 13 tribunali che sentenziarono 504 pene detentive e 149 esecuzioni. Il Processo di Chabarovsk indetto dall'Unione Sovietica mise sotto accusa e giudicò colpevoli alcuni membri dell'Unità 731, un'unità militare per la ricerca batteriologica e chimica che condusse esperimenti su cavie umane nel territorio del Manchukuo. Gli scienziati che si arresero alle truppe americane non furono mai processati, in quanto il generale MacArthur segretamente garantì loro l'immunità in cambio delle ricerche dell'Unità 731 sulle armi biologiche.
Nel 1981 il giudice olandese Bert Röling, unico dei giudici all'epoca ancora in vita, scrisse: "essendo stato uno dei giudici del Tribunale Militare Internazionale, è stata un'amara esperienza per me essere informato solo ora che i principali crimini giapponesi, quelli del tipo più disgustoso, sono stati tenuti nascosti alla corte dal governo degli Stati Uniti".

## Critiche
Il Processo di Tokyo condivise molte delle critiche rivolte contro il Processo di Norimberga, inclusa quella riguardo alla natura non precostituita (ex post facto) della corte. I critici si dividono tra quelli che sostengono la tesi della giustizia dei vincitori sui vinti e quelli che vedono nel processo essenzialmente una procedura legale per esonerare la famiglia imperiale dalle responsabilità criminali.
Alcuni ritengono inoltre che il tribunale giudicò solo rispetto al punto di vista statunitense perché, a differenza di quello di Norimberga, l'accusa era composta da una sola squadra di procuratori, guidata dall'americano Joseph B. Keenan il cui ruolo fu predominante.
Inoltre il processo ai criminali giapponesi ebbe meno supporto ufficiale rispetto a quello contro i criminali nazisti. Il procuratore capo Keenan era un ex assistente procuratore generale (attorney general), che nel sistema giuridico americano è una posizione molto inferiore rispetto a quella che ricopriva il suo omologo di Norimberga Robert H. Jackson, giudice della Corte Suprema degli Stati Uniti.

### Opinioni di dissenso e tesi della giustizia dei vincitori sui vinti
Il giudice indiano Radhabinod Pal sostenne che l'esclusione del colonialismo occidentale e dei bombardamenti atomici di Hiroshima e Nagasaki dalla lista dei crimini, e la sola presenza di giudici delle nazioni vincitrici, rappresentavano il "fallimento del processo nell'offrire nient'altro che l'opportunità per i vincitori di vendicarsi dei vinti."
L'obiezione di Pal era anche sostanziale: sostenne che l'intera accusa verteva sul fatto che ci fu una cospirazione per intraprendere una guerra di aggressione, che includeva l'abbrutimento e la sottomissione delle nazioni invase. In particolare, circa il massacro di Nanchino sostenne, dopo aver riconosciuto la brutalità dell'azione, che c'erano prove schiaccianti contro i membri delle forze armate giapponesi, ma che non c'era nessuna prova circa il presunto coinvolgimento del governo giapponese o di qualcuno dei suoi funzionari. Inoltre dichiarò che non c'erano prove di nessun tipo che documentassero qualsiasi intervento del governo allo scopo di permettere crimini del genere e, che in ogni caso, la cospirazione al fine di intraprendere una guerra di aggressione non era illegale nel 1937.

### Una procedura per esonerare la famiglia imperiale

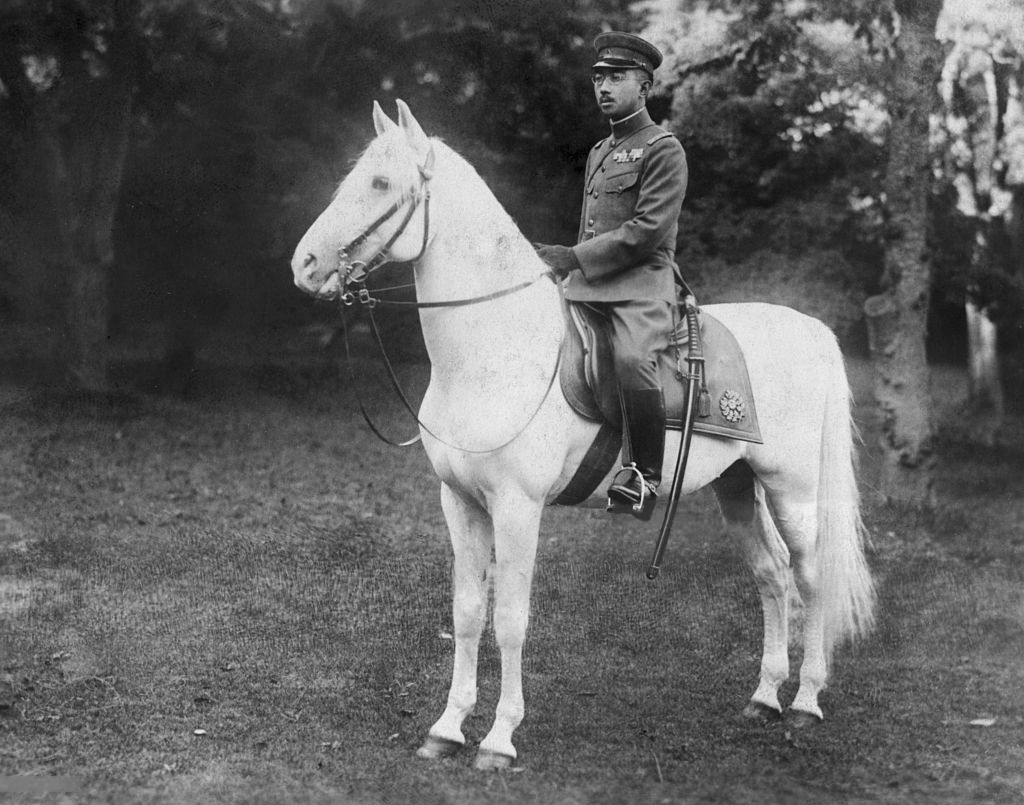
L'imperatore Hirohito a cavallo dello stallone imperiale Shirayuki

Molti storici criticano il lavoro fatto dal generale MacArthur e dai suoi collaboratori per esonerare l'Imperatore Hirohito e tutti i membri della famiglia imperiale coinvolti nella guerra, come i principi Yasuhito Chichibu, Tsuneyoshi Takeda, Yasuhiko Asaka, Naruhiko Higashikuni e Hiroyasu Fushimi.
Il 26 novembre 1945, MacArthur confermò all'ammiraglio Mitsumasa Yonai che un'eventuale abdicazione dell'imperatore non era necessaria. Prima che il processo per crimini di guerra fosse indetto, il Comando supremo delle forze alleate e i funzionari imperiali lavorarono in segreto, non solo per prevenire che la famiglia imperiale venisse incriminata, ma anche affinché al processo non ci fossero testimonianze che potessero coinvolgerla. Alti funzionari giapponesi collaborarono con gli alleati nel compilare le liste dei possibili criminali di guerra, mentre gli imputati per crimini di Classe A giurarono solennemente di proteggere il loro sovrano contro ogni possibile tentativo di coinvolgimento nelle responsabilità belliche.
Lo storico statunitense Herbert Bix ha scritto che il brigadier generale Bonner Fellers fu inviato in Giappone per "lavorare allo scopo di proteggere Hirohito dal ruolo che ricoprì durante la guerra" e "permise ai maggiori indiziati di coordinare le loro testimonianze affinché l'imperatore non fosse incriminato".
Bix sostiene inoltre che "le misure straordinarie adottate da MacArthur per salvare Hirohito dall'essere processato come criminale di guerra ebbero un duraturo e profondo impatto distorsivo sulla comprensione della guerra da parte dei giapponesi", e che "nei mesi dopo che il processo di Tokyo cominciò, i più elevati sottoposti di MacArthur stavano lavorando per attribuire la sostanziale responsabilità per Pearl Harbor a Hideki Tojo". Shuichi Mizota, l'interprete dell'ammiraglio Yonai, ha dichiarato che Fellers incontrò l'ammiraglio il 6 marzo 1946 e gli disse: "sarebbe più conveniente se da parte giapponese ci arrivasse la prova che l'Imperatore è completamente innocente. Credo che l'incombente processo offra la migliore opportunità di farlo. Su Tojo, in particolare, dovrebbe gravare il peso di tutta la responsabilità in questo processo".
Per John Dower, un altro storico americano, "la riuscita campagna per assolvere l'Imperatore dalle responsabilità di guerra non conobbe limiti. Hirohito non fu solo semplicemente presentato come innocente di ogni atto formale che avrebbe potuto renderlo indiziato come criminale di guerra. Egli fu trasformato in una figura quasi santa senza la minima responsabilità morale per la guerra", "con il pieno supporto del quartier generale di MacArthur, l'accusa, in effetti era come una squadra di difensori dell'imperatore." E "persino gli attivisti giapponesi che condividevano gli ideali di Norimberga e Tokyo, e che lavorarono a documenti che pubblicizzavano le atrocità del regime showa, non poterono difendere la decisione americana di esonerare l'imperatore dalle responsabilità di guerra e poi, durante la guerra fredda, di rilasciare e poi appoggiare apertamente accusati di crimini di guerra conservatori come il futuro primo ministro Nobusuke Kishi."
Tre giudici scrissero un obiter dictum riguardo alle responsabilità criminali di Hirohito. Il presidente Webb dichiarò che "Nessun capo può commettere il crimine di scatenare una guerra d'aggressione e poi giustificarsi dicendo che altrimenti la sua vita sarebbe stata in pericolo...rimane che l'uomo che consiglia di commettere un crimine, non è in una posizione peggiore dell'uomo che ordina che il crimine venga commesso."
Il giudice francese Henri Bernard concluse che la dichiarazione di guerra giapponese "ebbe un principale autore che è sfuggito a tutte le accuse e del quale, in ogni caso, i presenti accusati possono solo essere considerati complici."
Per il giudice olandese Bert Röling invece, niente di obiettabile poteva essere trovato nell'immunità dell'Imperatore e gli accusati Kido, Hata, Hirota, Shigemitsu e Togo avrebbero dovuto essere assolti.

## 60º anniversario
Nel 2006, in occasione del 60º anniversario del processo, un sondaggio condotto dal notiziario Asahi News su un campione di 3.000 giapponesi ha rivelato che, il 70% degli interpellati non era a conoscenza dei dettagli del processo, il 90% di questi apparteneva alla fascia di età tra i 20 e i 29 anni. Circa il 76% ha riconosciuto un comportamento aggressivo del Giappone durante la guerra, mentre solo il 7% ha dichiarato di credere che la guerra fu combattuta strettamente per autodifesa.